# Arcilla (California)
Arcilla es un área no incorporada ubicada en el condado de Riverside en el estado estadounidense de California.

## Geografía
Arcilla se encuentra ubicada en las coordenadas 33°47′0″N 117°28′46″O / 33.78333, -117.47944.